# Edmund Krzyżanowski
Edmund Krzyżanowski (ur. 31 marca 1873 w Ładyżynce, zm. 14 lutego 1942 w Oświęcimiu) – dyplomowany oficer marynarki handlowej założyciel i członek zarządów organizacji na rzecz rozwoju polskiej marynarki handlowej.

## Życiorys
Do I wojny światowej dyrektor Towarzystwa Żeglugi i Handlu po Wiśle w Warszawie.

### I wojna światowa
W trakcie wojny pracował w rosyjskiej administracji rzecznej. W 1915 roku organizował ewakuację warsztatów naprawczych Warszawskiego Towarzystwa Handlu i Żeglugi na Wiśle do Jekaterynosławia.
W stopniu kapitana objął dowództwo nad formowanym na przełomie 1917/18 Oddziałem Ziemi Humańskiej. Oddział przyłączony w 1918 do II Korpusu Polskiego w Rosji, gdzie Krzyżanowski zweryfikowany w stopniu pułkownika został sztabowym oficerem do zleceń, a za udział w bitwie pod Kaniowem został odznaczony Krzyżem Walecznych. 

### Okres międzywojenny
Członek zarządu założonego w 1918 roku Stowarzyszenia Pracowników na Polu Rozwoju Żeglugi „Bandera Polska”.
W latach 1924–1928 Prezes Zarządu Ligi Morskiej i Rzecznej, a od 1928 do 1929 Prezes Rady tej organizacji.

## Rodzina
Ojciec – ziemianin z okolic Humania, Edmund miał młodszego brata Janusza i przyrodnią siostrę Halinę.

## Ordery i odznaczenia
- Krzyż Oficerski Orderu Odrozenia Polski (27 listopada 1929)[6]
- Krzyż Walecznych